# دوروثي غرين (ممثلة)
دوروثي غرين (بالإنجليزية: Dorothy Green) هي ممثلة أمريكية، ولدت في 12 يناير 1920 في لوس أنجلوس في الولايات المتحدة، وتوفي بنفس المكان في 8 مايو 2008.

## وصلات خارجية
- دوروثي غرين على موقع IMDb (الإنجليزية)
- دوروثي غرين على موقع أول موفي (الإنجليزية)
- دوروثي غرين على موقع قاعدة بيانات الفيلم (الإنجليزية)
- دوروثي غرين على موقع ليتربوكسد (الإنجليزية)